# 2014–2015-ös magyar női vízilabda-bajnokság
A 2014–2015-ös magyar női vízilabda-bajnokság a harminckettedik magyar női vízilabda-bajnokság volt. A bajnokságban tíz csapat indult el, a csapatok egy kört játszottak. Az alapszakasz után az 1-6. helyezettek egymás közt még két kört játszottak (a pontokat nem vitték magukkal), míg a 7-10. helyezettek az alapszakaszban szerzett bónuszpontok figyelembevételével egymás közt még három kört játszottak. A középszakasz után az 1-6. helyezettek play-off rendszerben játszottak a bajnoki címért, a 7-10. helyezettek pedig szintén play-off rendszerben játszottak a végső helyezésekért.
Az Újpesti VSE új neve Utánpótlás Vízilabda Sportegyesület (UVSE) lett.

## Alapszakasz
| #   | Csapat                                      | M | Gy | D | V | G+  | G-  | P  |
| --- | ------------------------------------------- | - | -- | - | - | --- | --- | -- |
| 1.  | Hungerit-Szentesi VK                        | 9 | 8  | 0 | 1 | 178 | 70  | 24 |
| 2.  | UVSE-Centrál                                | 9 | 8  | 0 | 1 | 172 | 53  | 24 |
| 3.  | BVSC-Wáberer Hungária-Zugló                 | 9 | 7  | 0 | 2 | 162 | 60  | 21 |
| 4.  | Dunaújvárosi Főiskola VE                    | 9 | 7  | 0 | 2 | 150 | 55  | 21 |
| 5.  | ZF-Egri VK-Eszterházy Károly Főiskola       | 9 | 5  | 0 | 4 | 140 | 87  | 15 |
| 6.  | Szegedi Vízmű-Taylor & Nash-Szegedi Egyetem | 9 | 4  | 0 | 5 | 112 | 99  | 12 |
| 7.  | Kecskeméti NVSE-KESI                        | 9 | 3  | 0 | 6 | 42  | 151 | 9  |
| 8.  | UVSE-Margitsziget                           | 9 | 2  | 0 | 7 | 65  | 126 | 6  |
| 9.  | Kópé-ÚVSE                                   | 9 | 1  | 0 | 8 | 39  | 192 | 3  |
| 10. | Angyalföldi SI DSE                          | 9 | 0  | 0 | 9 | 30  | 197 | 0  |

## Középszakasz

### 1–6. helyért
| #  | Csapat                                      | M  | Gy | D | V | G+  | G-  | P  |
| -- | ------------------------------------------- | -- | -- | - | - | --- | --- | -- |
| 1. | UVSE-Centrál                                | 10 | 10 | 0 | 0 | 142 | 74  | 30 |
| 2. | Hungerit-Szentesi VK                        | 10 | 8  | 0 | 2 | 109 | 76  | 24 |
| 3. | Dunaújvárosi Főiskola VE                    | 10 | 5  | 1 | 4 | 118 | 81  | 16 |
| 4. | BVSC-Wáberer Hungária-Zugló                 | 10 | 4  | 0 | 6 | 85  | 102 | 12 |
| 5. | ZF-Egri VK-Eszterházy Károly Főiskola       | 10 | 1  | 1 | 8 | 101 | 140 | 4  |
| 6. | Szegedi Vízmű-Taylor & Nash-Szegedi Egyetem | 10 | 1  | 0 | 9 | 71  | 153 | 3  |

### 7–10. helyért
| #   | Csapat               | M | Gy | D | V | G+  | G-  | P  | BP |
| --- | -------------------- | - | -- | - | - | --- | --- | -- | -- |
| 7.  | UVSE-Margitsziget    | 9 | 9  | 0 | 0 | 142 | 60  | 33 | 6  |
| 8.  | Kópé-ÚVSE            | 9 | 5  | 1 | 3 | 104 | 109 | 19 | 3  |
| 9.  | Kecskeméti NVSE-KESI | 9 | 2  | 2 | 5 | 95  | 101 | 17 | 9  |
| 10. | Angyalföldi SI DSE   | 9 | 0  | 1 | 8 | 57  | 128 | 1  | 0  |

* M: Mérkőzés Gy: Győzelem D: Döntetlen V: Vereség G+: Dobott gól G-: Kapott gól P: Pont BP: Bónusz pont

## Rájátszás

### 1–6. helyért
Elődöntőbe jutásért: Dunaújvárosi Főiskola VE–Szegedi Vízmű-Taylor & Nash-Szegedi Egyetem 12–7, 11–5 és BVSC-Wáberer Hungária-Zugló–ZF-Egri VK-Eszterházy Károly Főiskola 14–8, 14–10
Elődöntő: UVSE-Centrál–BVSC-Wáberer Hungária-Zugló 11–8, 13–5 és Hungerit-Szentesi VK–Dunaújvárosi Főiskola VE 10–9, 12–8
Döntő: UVSE-Centrál–Hungerit-Szentesi VK 9–9 (5m:9–8), 6–10, 11–7, 12–18, 10–7
3. helyért: Dunaújvárosi Főiskola VE–BVSC-Wáberer Hungária-Zugló 15–10, 7–7 (5m:4–3)
5. helyért: ZF-Egri VK-Eszterházy Károly Főiskola–Szegedi Vízmű-Taylor & Nash-Szegedi Egyetem 15–12, 15–9

### 7–10. helyért
7–10. helyért: UVSE-Margitsziget–Angyalföldi SI DSE 13–3, 11–2 és Kópé-ÚVSE–Kecskeméti NVSE-KESI  6–10, 10–9, 9–4
7. helyért: UVSE-Margitsziget–Kópé-ÚVSE 12–6, 11–8
9. helyért: Kecskeméti NVSE-KESI–Angyalföldi SI DSE 8–3, 9–7
* 5m: ötméteresekkel
A bajnok UVSE játékoskerete: Azumah Franciska, Bicskei Réka, Csabai Dóra, Gangl Edina, Keszthelyi Rita, Kiss Alexandra, Kiss Alexndra Erzsébet, Kisteleki Hanna, Korényi Zsófia, Kövesdi Vivien, Kuna Szonja, Kuna Klaudia, Miló Sidló Franciska, Sikter Diána, Szücs Gabriella, Tóth Ildikó
Az ezüstérmes Szentes játékoskerete: Bolonyai Flóra, Bujka Barbara, Catharina Van Der Sloot, Farkas Tamara, Gémes Anett Alexa, Gundl Diána, Győri Eszter, Hevesi Anita, Kövér-Kis Réka, Lekrinszki Gina Petra, Mihály Kinga, Mihály-Kádár Ildikó, Miskolczi Ibolya Kitti, Pengő Nikolett Éva, Pócsi Bianka, Rácz Daniella, Tóth Csenge
A bronzérmes Dunaújváros játékoskerete: Barna Edina, Brávik Fruzsina, Brezovszki Gerda, Kasó Orsolya, Garda Krisztina, Gurisatti Gréta, Horváth Brigitta, Huszti Dóra, Mchunu Hlengiwe, Menczinger Katalin, Sinka Gréta, Slagter Carolina Hendrika, Szilágyi Dorottya, Vályi Fanni, Vályi Vanda, Ziegler Diána

## A góllövőlista élmezőnye
|     | Gól | Játékos                 | Csapat                |
| --- | --- | ----------------------- | --------------------- |
| 1.  | 93  | Bujka Barbara           | Szentesi VK           |
| 2.  | 87  | Keszthelyi Rita         | UVSE                  |
| 3.  | 69  | Kisteleki Dóra          | BVSC                  |
| 4.  | 66  | Catharina Van Der Sloot | Szentesi VK           |
| 5.  | 65  | Kisteleki Hanna         | UVSE                  |
| 6.  | 63  | Ráski Lilla             | Egri VK               |
| 7.  | 62  | Gurisatti Gréta         | Dunaújvárosi Főiskola |
| 8.  | 59  | Czigány Dóra            | Egri VK               |
| 9.  | 56  | Takács Orsolya          | BVSC                  |
| 10. | 54  | Kövér-Kis Réka          | Szentesi VK           |